# Eduardo Boigues
Eduardo Boigues Queroz, mais conhecido como Delegado Eduardo Boigues (Presidente Prudente, 1 de maio de 1976), é um delegado de polícia civil e político brasileiro, filiado ao Partido Liberal (PL).
É o atual prefeito de Itaquaquecetuba e presidente do Consórcio de Desenvolvimento dos Municípios do Alto Tietê (CONDEMAT+).

## Carreira política

### Candidatura a prefeito de Itaquaquecetuba em 2016
Eduardo Boigues se candidatou a prefeito de Itaquá em 2016 pelo Partido Trabalhista do Brasil (PTdoB). Como resultado, ficou em segundo lugar na eleição municipal, ficando com 19.569 votos (11,97%), perdendo apenas para Mamoru Nakashima.

### Candidatura a prefeito de Itaquaquecetuba em 2020
Boigues, agora filiado ao Progressistas (PP), candidatou-se a prefeito de Itaquá em 2020. Dessa vez, foi eleito com mais de 60% dos votos válidos, vencendo a candidata Adriana do Hospital. Sua coligação era formada pelos partidos PSDB, MDB, PDT, PODE, Republicanos, Solidariedade, DEM, PTB, PCdoB, PSD, PSL, PSB e PV.
Suas principais promessas após o resultado foram as de "reforçar a segurança e a saúde na cidade", citando a implantação de três tipos de rondas no âmbito da segurança pública: a ronda Maria da Penha, vinculada à Delegacia de Defesa da Mulher; a ronda ambiental para lidar com aterros clandestinos; e uma ronda escolar.

### Prefeito de Itaquaquecetuba (2021–presente)
A Delegacia de Defesa da Mulher do município foi inaugurada em março de 2021, um órgão almejado há anos quando ainda era delegado de polícia.
No contexto da pandemia de Covid-19, em março de 2021 Itaquaquecetuba decretou Estado de Calamidade Pública, enfrentando o seu pior momento durante a crise sanitária. O município contava até então com dois leitos de Unidade de Terapia Intensiva e contabilizava 489 mortes desde o início da pandemia. Durante seu mandato foi erguido o Hospital de Campanha de Itaquaquecetuba. A estrutura foi inaugurada em abril de 2021, contando com 60 leitos, sendo 20 de UTI, 20 de estabilização e 20 de enfermaria. A iniciativa teve o objetivo de diminuir a taxa de ocupação de leitos hospitalares em toda Grande São Paulo e contribuir para a flexibilização do Plano São Paulo na Região Metropolitana.
Incentivou obras de infraestrutura urbana como drenagem, pavimentação asfáltica e reconstrução de calçadas em bairros, além de obras de canalização contra enchentes do rio Guaió no bairro Estação. Na área de transporte público, seu governo implementou pontos de embarque e desembarque para motoristas e passageiros de transporte por aplicativo.

### Candidatura à reeleição em 2024
Em 6 de abril de 2024, filiou-se ao Partido Liberal para disputar a reeleição nas eleições municipais desse ano. Oficializou sua candidatura no Ginásio Municipal de Esportes Sumiyoshi Nakaharada, em 20 de julho.
Venceu em primeiro turno os demais candidatos nas eleições municipais de 2024 com 91,70%, totalizando 165.975 votos, a maior quantidade de votos válidos em cidades do Brasil com mais de 200 mil eleitores, garantindo sua reeleição como prefeito de Itaquaquecetuba.

### Presidente do CONDEMAT+ (2025-presente)
Eduardo Boigues assumiu a presidência do Consórcio de Desenvolvimento dos Municípios do Alto Tietê (CONDEMAT+) em 2 de janeiro de 2025.
As principais metas incluem a regionalização do sistema de saúde, a ampliação das linhas de trens da CPTM até César de Sousa, melhorias na infraestrutura  com novas alças de acesso ao Rodoanel e à rodovia Ayrton Senna, além de resolver problemas de drenagem nas cidades da região. Há também um foco em fortalecer parcerias com o governo estadual para a duplicação de estradas e outras melhorias na infraestrutura.

## Desempenho eleitoral
| Ano  | Eleição                       | Partido | Candidato a       | Votos   | %                | Resultado  |
| ---- | ----------------------------- | ------- | ----------------- | ------- | ---------------- | ---------- |
| 2016 | Municipais em Itaquaquecetuba | PTdoB   | Prefeito          | 19.569  | 11,35% (1°Turno) | Não eleito |
| 2018 | Estadual em São Paulo         | PP      | Deputado Estadual | 48.456  | 0,23% (1°Turno)  | Suplente   |
| 2020 | Municipais em Itaquaquecetuba | PP      | Prefeito          | 94.604  | 62,10% (1°Turno) | Eleito     |
| 2024 | Municipais em Itaquaquecetuba | PL      | Prefeito          | 165.975 | 91,70% (1°Turno) | Reeleito   |